# Джавали Сакава
Джавали (Чавлы) Сакава (тур. Çavlu Sakavu; араб. جاولي سقاوو‎; ум. 1116) — один из эмиров сельджукского султана Мухаммада Тапара и атабек его сына Чагры.
Джавали был правителем городов Рамхормоз и Эрреджан в приграничных районах Хузестана и Фарса. Там он вёл борьбу с батинитами и местными курдскими племенами. Победив их, он восстал, и султан послал против него войска. Джавали попросил у султана прощения, тот простил эмира и назначил Джавали атабеком Мосула для борьбы с крестоносцами.
Затем Джавали снова восстал и решил отправиться в Сирию. Рыдван, правитель Алеппо, и Танкред, правитель княжества Антиохии вступили в союз против Джавали, объединившего силы с графом Эдессы Балдуином. Проиграв битву, Джавали снова просил прощения у султана и получил его. Султан назначил его атабеком своего сына Чагры и отправил в Фарс в 1108/09 году. Став правителем региона, Джавали снова вёл борьбу с батинитами и местными племенами. В 1116 году, когда Джавали собирался во второй раз начать войну с сельджукским правителем Кермана, он погиб.

## Имя
Хронисты называли эмира по-разному: Ибн аль-Асир «Чавли Сакаву», Аль-Бундари «Чавли Сакав», Бар-Эбрей «Джавали», Садреддин аль-Хусейни «Чавли», Матвей Эдесский «Чоле-Джавали», Михаил Сириец «Чавали-Джавали-Чавлы», историк и географ Ибн аль-Белхи  «Чаули».
По поводу значения имени есть три предположения: 
- в уйгурском языке «çav» означает «обладатель славы, известный» (Махмуд аль-Кашгари);
- на чагатайском языке «çav» означало бумажные деньги (историк литературы Язджи Тахсин);
- «çavlı» означает «соколиный птенец» (С. Фрашери).

О значении прозвища Сакаву информации нет. Лакабами Джавали были Джелал ад-девле (Величие государства) и Фахр ад-дин (Слава религии).

## Биография

### Ранние годы
Первое упоминание имени некоего эмира Джавали в источниках относится к событиям 1067 года. В это время против султана Альп-Арслана восстал его брат Кавурд, который был недоволен тем, что Альп-Арслан объявил своим наследником своего сына Мелик-шаха. Передовые силы армии султана под командованием эмира Алтунташа и атабека Джавали нанесли поражение армии Кавурда под командованием Эл-басана. О. Туран утверждал, что в событиях 1067 года и 1106 года участвовал один и тот же человек. По мнению историка Дж. Пияджеоглу, «продолжительность жизни в Средние века наводит на сомнения, что Джавали, умерший в 1116 году, мог занимать высокое положение в 1067/68».
Некий Джавали упомянут Ибн аль-Асиром среди эмиров, участвовавших в битве при Манцикерте в 1071 году. Возможно, именно это является первым упоминанием эмира в источниках. Однако, по мнению О. Турана, участие Джавали в битве сомнительно, поскольку все эмиры, участвовавшие в битве, позднее завоевывали Анатолию и образовывали бейлики (в отличие от Джавали). Неясно также, почему источники игнорировали деятельность одного участника битвы два десятка лет до правления султана Баркиярука (1092—1104). Есть большая вероятность, что Джавали, возможный участник битвы при Манцикерте, и атабек Джавали — различные персонажи.
Джавали не играл активной роли в войне между Баркияруком и Санджаром, но присоединился к окружению Баркиярука позже. Нет точных данных, как долго он пробыл при султане Баркияруке и куда потом отправился.

### Первое назначение в Фарс
В северной и восточной частях Фарса проживали шебанкаре — курдское племенное объединение. Территорию их расселения тоже называли шебанкаре. Первое описание племени и региона оставил историк и географ Ибн аль-Белхи в труде «Фарснаме», созданном по приказу Мухаммеда Тапара. Согласно Ибн аль-Белхи, шебанкаре делились на пять связанных друг с другом племен: исмаили, рамани, карзуви, месуди и шакани.
Сельджуков с самого начала интересовала провинция Фарс. Туркан-хатун, а впоследствии и султан Баркиярук, отправляли в этот регион эмира Унера, который дважды потерпел поражение, поскольку вожди шебанкаре заключали союз с сельджукскими правителями Кермана — сыном и внуком Кавурда. Затем султан Баркиярук направил в этот регион Джавали. В 1099 году эмир управлял городами Рамхормоз и Эрреджан в приграничных районах Хузестана и Фарса. Неизвестно, как долго Джавали оставался в этом регионе: Ибн аль-Асир утверждал, что его пребывание там продолжалось много лет, но не называл дат.
В 1103/04 году, согласно Ибн аль-Асиру, некий Джавали был одним из людей Караджи, эмира Харрана: «Харран принадлежал Карадже, одному из мамлюков султана Мелик-шаха. Караджа не оставил никого, кроме турка по имени Джавали, в Харране и назначил его командиром своих солдат. Он подружился с Джавали, и однажды они вдвоём сели выпить. Но Джавали договорился с евнухом Караджи. Они убили пьяного Караджу». Если это тот же Джавали, то между Фарсом и назначением в Мосул в 1106 году он некоторое время оставался в Харране. Если же речь о другом человеке, то Джавали Сакава занимал пост вали в Рамхормозе и Эрреджане вплоть до назначения в Мосул.

### Борьба с батинитами
Батиниты стали серьёзной угрозой для сельджуков после того, как в 1090 году Хасан ибн Саббах захватил замок Аламут. Столкновения батинитов с Джавали начались примерно в 1102 году с захвата замка Халинджан, который находится примерно в 25 км от Исфахана. Этот замок, принадлежавший Муейиду аль-Мюльк ибн Низам аль-Мюльк, позже перешёл в руки Джавали, который назначил здесь командующим некоего туркмена. Плотник-батинит с помощью подарков завязал дружбу с комендантом гарнизона. В руках плотника оказались ключи от замка, он устроил пир гарнизону, а после того, как гарнизон напился, позвал Ибн Атташа, главу исмаилитской общины в Западной Персии. Убив в замке всех, кроме командира гарнизона, Ибн Атташ обосновался в Халинджане, откуда совершал набеги на земли в районе Исфахана. Эмир Джавали внедрил к батинитам группу своих людей, после чего распространил слух, что Бурсукогуллары хотят напасть на него и он должен укрыться в Хамадане. Тем временем один из людей Джавали, который был у батинитов, подбил их напасть на Джавали. Когда отряд батинитов в триста человек напал на Джавали, его люди среди батинитов атаковали их с тыла. Из батинитов в живых осталось лишь три человека. Джавали захватил лошадей, оружие и другое их имущество в качестве добычи.

### Первый мятеж
Когда после смерти Баркиярука в 1105 году в государстве Сельджуков началась очередная борьба за трон, Джавали увидел в этом возможность стать независимым правителем в Хузестане и Фарсе. В 1105/06 году Мухаммед Тапар взошёл на трон и послал против мятежного эмира Мавдуда ибн Алтунташа. Мавдуд восемь месяцев осаждал Джавали, который укрылся в замке. Джавали отправил султану Мухаммеду Тапару письмо, обещая сдаться, если к нему пошлют кого-то другого вместо Мавдуда. Султан отправил ему своё кольцо с другим эмиром, после чего Джавали прибыл в Исфахан и попросил прощения у Мухаммеда. Несмотря на этот мятеж, эмир сохранил благосклонность султана.

### Борьба с Джекермышем
Атабек Мосула Джекермыш не повиновался султану и не спешил отправлять ему деньги, которые обещал за своё назначение. В 1106 году Мухаммед Тапар сместил Джекермыша с поста атабека Мосула и назначил вместо него Джавали. Султан передал ему все регионы, ранее принадлежавшие Джекермышу. После этого назначения Джавали прибыл в Багдад, где оставался до конца октября 1106 года. Позже он захватил после осады город Бевазидж, который отдал своим воинам на разграбление на четыре дня, затем он отправился в Эрбиль. До прибытия Джавали Джекермыш и Сукман победили крестоносцев в битве при Харране, и в плен к Джекермышу попал Балдуин II Иерусалимский, которого отвезли в Мосул. Джекермыш не собирался отдавать Мосул Джавали и отправил окрестным эмирам письма о помощи.
Правитель Эрбиля (а ранее и Бевазиджа) Абуль-Хейка ответил Джекермышу, что Бевазидж захвачен Джавали и, если Джекермыш ему не поможет отбить город, он будет сотрудничать с Джавали. Джекермыш немедленно переправился на восточный берег Тигра, и Абуль-Хейка присоединился к нему со своими солдатами. Перед ними появился Джавали со своим отрядом в тысячу человек. Силы Джекермыша и Абуль-Хейка были вдвое больше, и Джекермыш был уверен в победе, но Джавали атаковал центр сил противника и рассеял их. Джекермыш, который был частично парализован, не мог ездить на лошади и передвигался на носилках. Он попал в плен, а его люди были убиты. Когда известие о поражении и пленении Джекермыша пришло в Мосул, городская знать признала эмиром сына Джекермыша, 11-летнего Зенги. От его имени прочитали хутбу.

### Осада Мосула
Командующим гарнизоном города был мамлюк Джекермыша по имени Гузоглу (Огузоглу). Он раздал солдатам всю добычу, скопленную Джекермышем, и отправил послания эмиру Хиллы Садаке, султану Рума Кылыч-Арслану I и багдадскому шихне Ак-Сункуру аль-Бурсуки, прося о помощи. Каждому из них он пообещал передать Мосул. Кылыч-Арслан и Ак-Сункур аль-Бурсуки ответили положительно, Садака не принял предложение, предпочтя остаться верным Мухаммеду Тапару. После победы над Джекермышем Джавали начал осаду Мосула, которая осложнялась тем, что Джекермыш превратил Мосул в укреплённый город.
Жители Мосула опасались жестокости Джавали и не открыли ему ворота. Джавали приказал каждый день подвозить Джекермыша на мулах к стенам и призывать жителей Мосула сдать город и спасти его, но жители Мосула не поддались на эти призывы. Джавали опасался, что Джекермыша похитят, и приказал вырыть для него яму, где содержал пленника. Больной Джекермыш, которому было за шестьдесят, не выдержал таких условий и в 1106/07 году умер.
Один из людей Джекермыша, Абу Талиб ибн Кушейрат, бежал в Эрбиль после пленения господина. Джавали отправил посланника к Абуль-Хейке, правителю Эрбиля, и потребовал передать ему Абу Талиба. Поскольку сын Абуль-Хейка был в плену у Джавали, Абуль-Хейка был вынужден выдать Абу Талиба. Враждебно настроенный к Абу Талибу кади Мосула Абуль-Касим ибн Ведан сообщил Джавали, что передаст ему Мосул, если Абу Талиб будет убит. Джавали убил Абу Талиба, но жители Мосула рассердились на Абуль-Касима и убили его самого, лишив Джавали возможности занять город.

### Борьба с Кылыч-Арсланом
Жители Мосула отправили второе сообщение Кылыч-Арслану I и передали город ему. В 1107 году Кылыч-Арслан прибыл в регион, 22 марта 1107 года хутбу в городе читали от его имени.
Джавали пришлось снять осаду с Мосула. Летом к его армии присоединился Иль-Гази. Когда Джавали прибыл в Синджар, сельджукский правитель Алеппо Рыдван предложил ему в письме союз против крестоносцев. Джавали отправился к Эр-Рахбе и послал Рыдвану ответ, что в обмен на помощь в овладении Мосулом поможет ему в борьбе с крестоносцами, угрожавшими Алеппо. Рыдван принял предложение, собрал войска и присоединился к Джавали в осаде Эр-Рахбе, который управлялся эмиром Мухаммедом бен ас-Себбаком, который признал султаном Кылыч-Арслана и начал читать хутбу от его имени. Тяжесть осады усиливалась. Охрана одного из бастионов договорилась с Джавали и впустила его войско в город ночью. Правитель города Мухаммед подчинился Джавали и поступил к нему на службу.
После этого Кылыч-Арслан решил выступить против Джавали. Он оставил в Мосуле вместо себя своего 11-летнего сына Шахиншаха. У султана Рума было 4 тысячи всадников. Войска, которые он послал на помощь императору Алексею Комнину, сражавшемуся с Боэмундом на Балканах, ещё не вернулись, но Кылыч-Арслан решил дать сражение на берегу реки Хабур, не дожидаясь их прибытия. Однако когда анатолийские эмиры в армии Кылыч-Арслана оценили размер армии Джавали, они решили не рисковать и отступили. Первым покинул Кылыч-Арслана правитель Диярбакыра Иналоглу Ибрагим, за ним последовали другие эмиры. 13 июля 1107 года (или 3 июня 1107 года), воспользовавшись ослаблением сил Кылыч-Арслана и упреждая подход подкреплений к его войску, Джавали начал атаку. В первые минуты боя Кылыч-Арслан бросился к Джавали и нанёс ему удар мечом. Броня на эмире была разбита, но тело не пострадало. Затем Джавали контратаковал, и войска Кылыч-Арслана побежали. Кылыч-Арслан понял, что не сможет добиться успеха. Чтобы не попасть в плен, он на своей лошади бросился в воду реки Хабур, намереваясь перебраться на противоположный берег. Но из-за тяжести доспехов утонул вместе с лошадью.

### Захват Мосула
После смерти Кылыч-Арслана Джавали отправился в Мосул, люди Кылыч-Арслана не могли ему оказать сопротивление, и жители города от отчаяния были вынуждены открыть ворота. Джавали велел читать хутбу от имени Мухаммеда Тапара, затем отправился к Джизре и осадил этот город. Правителем Джизре был Хабеши, сын Джекермыша. Он отправил Джавали с Гузоглу шесть тысяч динаров, лошадей и одежды, и Джавали снял осаду.
Малолетнего Шахиншаха Джавали отправил к Мухаммеду Тапару. Он также захватил Артукоглу Иль-Гази, сражавшегося с ним против Кылыч-Арслана, и потребовал вернуть деньги, которые ранее дал ему. Иль-Гази обещал их вернуть и оставил сына в заложниках, после чего Джавали освободил его. Иль-Гази отправился в Мардин. Однако он не задержался здесь надолго и захватил Нусайбин, находившийся под властью Джавали.

### Второй мятеж
Джавали, как и Джекермыш, ничего не отправил султану в казну. Когда в 1107 году султан Мухаммед Тапар готовил экспедицию против эмира Хиллы Садаки, он прибыл в Багдад и послал приказ Джавали присоединиться к нему. Джавали обещал, но ничего не делал. Поэтому султан сместил его с поста и заменил Мавдудом.
Победив Садаку в марте 1108 года, Мухаммед Тапар отдал приказ эмирам Бурсуку и Сукману аль-Кутби вернуть территории, находящиеся под властью Джавали. Джавали надстроил городские стены Мосула, собрал продовольствие и оружие, арестовал знатных людей. Он покинул Мосул и разграбил окрестные деревни. Жена Джавали, дочь Бурсука, с отрядом из 1500 человек заперлась во внутреннем замке. Войско эмиров, верных Мухаммеду Тапару, подошло к Мосулу в апреле—мае 1108 года. Жена Джавали установила строгие правила в городе, что настроило население против неё и Джавали. Люди оказались между сельджукской армией снаружи и отрядом жены Джавали изнутри. Во время хутбы группа жителей захватила два бастиона и впустила сельджукских воинов. Захватив Мосул, Мавдуд объявил, что всем обеспечена безопасность. Жена Джавали в цитадели продолжала сопротивление ещё восемь дней, но потом отправила Мавдуду сообщение, что сдаст цитадель, если её жизнь будет сохранена. Она покинула замок и отправилась к своему брату Бурсуки бен Бурсуки, а Мавдуд стал править в Мосуле (сентябрь-октябрь 1108).
Уходя из Мосула до прихода Мавдуда, Джавали увёл с собой графа Эдессы Балдуина. Он отправился в Нусайбин, где правил Артукоглу Иль-Гази, и предложил ему союз. Иль-Гази, однако, больше не доверял Джавали и не принял это предложение, уехав в Мардин. Джавали не стал оставаться в Нусайбине, он направился в город Дара и снова отправил Иль-Гази предложение о союзе. Иль-Гази, вероятно, из страха перед Джавали, был вынужден принять предложение.
Джавали и Иль-Гази совместно осадили Синджар, но затем двинулись на Эр-Рахбе. Иль-Гази искал возможность покинуть Джавали и однажды ночью тайно оставил лагерь и отправился в Мардин (502/1108).

### Союз с крестоносцами
После этого Джавали стал искать пути для заключения союза с крестоносцами. Он освободил графа Эдессы Балдуина, но взамен требовал от него финансовой и военной помощи. Балдуин отправился в Антиохию и 18 сентября 1108 принял управление Эдессой от князя Танкреда. Позже Балдуин переправился через Евфрат, чтобы выполнить данное Джавали обещание. После освобождения Балдуина Джавали отправился в Эр-Рахбе. Тем временем к нему явились два сына Садаки, погибшего в битве против султана Мухаммеда Тапара в марте 1108 года, Дубайс и Бадран, и он пообещал им отправиться к Хилле. К ним присоединился правитель города Эр-Рахбе Испехбуд Сабаве, покинувший султана Мухаммеда. Сабаве посоветовал Джавали не ехать в Хилле, а отправиться в Сирию. Это предложение понравилось Джавали, но его намерение отправиться в Сирию сделало его врагом Рыдвана. По пути из Алеппо в Сиффин Рыдван встретил 90 крестоносцев, которые везли Джавали выкуп от Балдуина, и присвоил его. У Ракки Рыдван заключил соглашение с правившим здесь эмиром Нумейридом против Джавали. Тем временем Салим ибн Малик, правитель замка Джабер, попросил Джавали о помощи в освобождении принадлежавшей его сыну крепости Ракка от захвативших её Нумейридов. Джавали двинулся прямо на Ракку и в течение 70 дней осаждал её. За снятие осады Нумейрид отдал Джавали много денег и лошадей.

### Второе примирение с султаном
Несмотря на поведение Джавали, султан Мухаммед Тапар направил к нему послами эмира Хусейна ибн Кутлугтекина и Фахр аль-Мюлька ибн Аммара. Они сообщили Джавали, что он должен прекратить борьбу, вернуться к своим обязанностям в Мосуле и сражаться с крестоносцами. Джавали согласился. В это время Мосул находился в осаде сельджукских солдат. Хусейн отправился в Мосул, где передал принятые Джавали условия тамошним эмирам. Все они, кроме эмира Мавдуда, согласились покинуть город. Мавдуд продолжал осаду, пока не установил контроль над Мосулом. Вернувшись к султану, Хусейн положительно отозвался о Джавали. Джавали двинулся к городу Балис, который находился в руках Рыдвана, и прибыл туда 22 сентября 1108 года. Хотя наибы Рыдвана из города бежали, его жители продолжали оборону. После пяти дней осады Джавали захватил Балис через пролом в стене одного из бастионов, убил многих жителей и разграбил город. После этого Рыдван написал письмо Танкреду, правителю Антиохии, предлагая союз и отдавая 600 своих всадников под командование Танкреда. Когда Джавали услышал об этом союзе, он отправил Балдуину в Эдессу сообщение, что отказывается от причитающегося ему выкупа в обмен на немедленную помощь. Балдуин присоединился к Джавали у Манбиджа. А Танкред присоединился к их противникам со своими 1500 рыцарями и отрядом из 600 человек, посланным Рыдваном.

### Битва при Телль-Башире
В эти дни Джавали узнал, что солдаты султана вошли в Мосул и что всё его имущество и казна находятся в их руках. В результате этого события Занги, Бекташ ан-Нихавенди и некоторые другие эмиры, которые были с Джавали, покинули его. Силы эмира Аксияна и эмира Алтунташа эль-Эберри находились справа, эмира Бедрана ибн Садака, Испехбуда Сабаве и Сунгур Дираза были слева, а центр состоял из сил Балдуина и Жослена. Силы левого крыла Джавали атаковали пехоту Танкреда и нанесли ей тяжёлые потери, однако затем ход битвы изменился. Джавали и его окружение отправились на помощь Балдуину и Жослену, но не смогли предотвратить поражение, поскольку часть людей Джавали покинула поле боя. После этого поражения Балдуин и Жослен отправились в Телль-Башир, Джавали в Эр-Рахбе, Испехбуд Сабаве на сирийскую сторону, а Бедран ибн Садака — в крепость Джабер (октябрь—ноябрь 1108). Бар-Эбрей отметил, что «[т]урки франков и Рыдвана победили турок франков и Джавали и разбили их. Хотя многие турки были убиты в битве, франки не убивали друг друга, а падали с коней, утверждали они». И крестоносцы, и силы Рыдвана понесли тяжёлые потери. Танкред вернулся в Антакью, а конницу Рыдвана отправил в Алеппо. Город Балис, ранее захваченный Джавали, снова был занят Рыдваном.

### Третье примирение с султаном
После того, как Джавали потерпел поражение в битве при Телль-Башире, он ушёл в Эр-Рахбе, где пробыл несколько дней. В эти дни один из отрядов эмира Мавдуда совершил набег на окрестности Эр-Рахбе. Джавали понял, что для него более небезопасно оставаться в Сирии и не остаётся другого выбора, кроме как подчиниться султану Мухаммеду Тапару. Джавали доверился Хусейну ибн Кутлугтекину, который и раньше хорошо отзывался о нём султану, и отправился в Исфахан, несмотря на тревогу. За 17 дней он прибыл в ставку султана, где встретился с эмиром Хусейном, который привёл его к султану, и Джавали отдал себя на суд Мухаммеда. Султан простил его, но потребовал выдать Бекташа ибн Текиша, соратника Джавали. Тот подчинился. Таким образом, Мухаммед Тапар уже во второй раз простил восстававшего против него Джавали, поскольку хотел использовать его способности.

### Атабек Чагры, второе назначение в Фарс
Султан назначил Джавали атабеком своего сына Чагры и правителем Фарса. В сопровождении двухлетнего принца Чагры эмир двинулся с войском из Исфахана в область Фарс (1108/09). В это время в городах Иклид и Сурмак правил эмир Булдаджи, один из мамлюков султана Мелик-шаха. Под его контролем была одна из важных крепостей области Фарс, Истар. Джавали собирался устранить Булдаджи. Во время путешествия из Исфахана в Фарс он научил принца Чагры постоянно говорить «схватить его» на персидском языке. Джавали приказал Булдаджи предстать перед принцем Чагры. Когда тот последовал этому приказу, принц сказал: «схватить его». По этому приказу Булдаджи был схвачен и убит. Булдаджи оставил своего визиря Джехрами регентом в крепости Истар. Там же находилась его семья и часть имущества.
Во время правления султана Мухаммеда Тапара значительно возросла активность батинитов, и султан организовал против них множество походов. Хотя часть замков, которыми владели батиниты, были захвачены, замок Аламут захватить не удавалось. В связи с ростом количества жалоб султан отправил к замку Аламут своего визиря Зия аль-Мюльк ибн Низам аль-Мюльк и атабека Джавали (август 1109). Зия аль-Мюльк и Джавали осадили Аламут и близлежащие замки. Батиниты понесли много потерь, но с наступлением зимы осада была снята. После этого Джавали вернулся в Фарс.

### Борьба с курдами в Фарсе
Когда атабек Джавали пришёл в район Фарса, он столкнулся с курдским племенем карзуви, жившим в этом регионе, и начал с ним борьбу. Эта крупная община постоянно занималась мародёрством. Их вождем был Хасан ибн Мубариз, известный как Хусрев. Джавали отправил Хусреву требование предстать перед Чагры. Тот, однако, ответил, что знает, как расправились с Булдаджи, и потому к Чагры не явится, но готов явиться к султану. Разозлённый Джавали начал искать способы избавиться от Хусрева. Он объявил, что не может жить в районе Фарса с Хусревом и поэтому вернется к султану. Затем он нагрузил караван и сделал вид, что отправился в Исфахан. Хусрев поверил, что опасность миновала, и устроил пир, а Джавали тайно вернулся с небольшим количеством всадников и напал на пьяного врага. Ибн аль-Асир писал: «Его брат Фазлун пытался разбудить его, но безуспешно; Потом он облил Хусрева холодной водой, но тот так проснулся, сел на коня и убежал». Хусрев укрылся в укреплённом замке Иг (Ич), а Джавали убил многих из его людей и разграбил их имущество. Он захватил принадлежавший Хусреву город Феса и разграбил многие города в Фарсе (среди них крепость Джехрем). Затем он осадил замок, где находился Хусрев. Однако, когда он понял, что замок укреплён и у его защитников запасено достаточно провизии, он заключил соглашение с Хусревом и вернулся в Шираз.
Карзуви постоянно совершали набеги из города Казерун на близлежащие города Невбенджан и Шапур, грабили и разрушали регион. Во главе этой группы стоял Абу Саад ибн Мухаммад ибн Мама. Джавали захватил Казерун, а затем осадил Абу Саада в замке, куда тот отступил. После двух лет осады Джавали отправил предложение мира, но Абу Саад убил посланника. Тогда Джавали отправил к нему с той же целью группу суфиев, но и их постигла та же участь. Однако когда запасы провизии закончились, Абу Сааду пришлось самому просить Джавали о мире. Он сдал замок, но Джавали плохо обращался с пленным врагом, и Абу Саад бежал. Этим он вынудил Джавали немедленно арестовать его семью. Абу Саада нашли, схватили в его убежище и привели к Джавали, который велел его убить. Таким образом, Джавали избавился от другого противника в регионе Фарс.
Ещё одно курдское племя шакани, ветвь шебанкаров, жили в прибрежных районах. Джавали отправился в экспедицию и убил их вождя. Позже он положил конец масуди, ещё одной ветви шебанкаре, которая доминировала в Фиразабаде. Через некоторое время Джавали двинулся на Дараб, которым правил Ибрагим ибн Мама из шебанкара. Узнав о приближении Джавали, Ибрагим, связанный браком с сельджукидом Кермана Арслан-шахом, бежал к нему.

### Борьба с сельджуками Кермана
В 1112/13 году Джавали начал осаду крепости на перевале Тенг-и-Ренбе, где укрылись жители расположенного примерно в 15 км к западу города Дараб). Ибн аль-Асир называл его «Ретил-и-Ренене». Хронист описывал его как неприступное «место, которое никогда нельзя было взять силой; потому что как раз за этой долиной, которая была в двух лигах, была высокая гора и очень укрепленный замок на ней». Когда Джавали увидел, что крепость атакой захватить невозможно, он перехитрил её защитников. Сделав вид, что снимает осаду и идёт в Керман, он ушёл недалеко в пустыню, повернул назад и выдал свои силы за подкрепление, посланное Арслан-шахом в Дараб. Люди в замке поверили этому и позволили Джавали войти в замок. После того, как воины Джавали вошли в крепость, они атаковали её защитников и перебили их. Позже Джавали сделал то же самое с народом Дараба. Мало кто выжил, спасшиеся бежали в Керман.
Вернувшись в Шираз, Джавали начал подготовку к тому, чтобы вернуть беглецов шебанкаре, укрывшихся в Кермане. Он заставил Хасана ибн Мубариза участвовать в кампании. Затем Джавали отправил кади Шираза Абу Тахира Абдуллу ибн Тахира к Арслан-шаху с сообщением, что шебанкаре являются подданными султана Мухаммеда Тапара, что они должны быть возвращены и что, если это требование будет выполнено, он откажется от кампании против Кермана. В своём ответе Арслан-шах попросил прощения за предоставление убежища людям султана. Джавали подкупил посланника, «щедро наградил его, настроил его против своего господина и развратил его сердце, и назначил его шпионом против своего господина». Согласно их договорённости, посланник должен был облегчить Джавали кампанию против Кермана. Он прибыл в Эс-Сираджан, место расположения войска Кермана под командованием визиря. Там посланник сказал визирю, что Джавали готов уступить, но обеспокоен тем, что в Эс-Сираджане стоит войско. Посланник посоветовал визирю отослать солдат по домам, чтобы Джавали согласился на мир. После того, как войско ушло, Джавали начал осаду замка Фург, расположенного на границе Кермана и Фарса. Арслан-шах заподозрил, что это спровоцировано его посланником, и допросил его, но посланник все отрицал. Тогда Арслан-шах допросил двух слуг, сопровождавших посланника, и они признались. Посол и его слуги были повешены. Арслан-шах приказал войску из 6 тысяч человек выступить против Джавали. На границе Кермана одним из вали Арслан-шаха был некий Муса (возможно, он был правителем Фурга). Он посоветовал войску не идти по основной дороге, которую контролирует Джавали, и провёл их через горы и ущелья. Джавали осаждал Фург и пил. Он понимал, что войско Арслан-шаха должно прийти, потому выслал группу воинов к перевалу (на основной дороге), но те вернулись, не обнаружив никакого войска. Командир отряда сообщил Джавали, что «Керманских воинов было мало, поэтому они испугались нас и вернулись». Джавали успокоился и продолжил пьянствовать. Той же ночью в марте 1115 года войско Арслан-шаха напало на лагерь Джавали, который спал пьяным. «Один из его людей разбудил его и сообщил, что солдаты Кермана идут, но Чавлы отрезал этому человеку язык». Однако когда другой приближенный доложил о том же самом, Джавали проснулся и сбежал. Его войско частично разбежалось, частично было пленено, частично убито.
Джавали попал в руки Хусрева и сына убитого им Абу Саада. Джавали опасался, что его убьют, однако его опасения не оправдались. Его отвезли в Фесу, где он встретился с некоторыми спасшимися подчинёнными. Арслан-шах через некоторое время освободил захваченных им пленников. Пока атабек Джавали готовился отомстить за это поражение, в апреле—мае 1116 года в возрасте 9 лет умер Чагры (Ибн аль-Асир утверждал что Чагры умер в возрасте 5 лет).
Эта ситуация пошатнула власть Джавали, положение которого определялось присутствием с ним Чагры. Арслан-шах отправил посланника к султану Мухаммеду Тапару в Багдад и попросил его предотвратить нападение Джавали. Султан ответил: «Нет другого выбора, кроме как уговорить Джавали и отдать ему Фург». После возвращения посла в Керман в июле—августе 1116 года Джавали умер. Когда султан Мухаммед Тапар получил известие о смерти атабека Джавали, он немедленно двинулся из Багдада в Исфахан, опасаясь, что Арслан-шах нападет на Фарс.

## Значение
Атабек Джавали был одним из важных эмиров в государстве Сельджуков. Он поддерживал порядок в управляемых им регионах. О ценности Джавали для государства свидетельствует то, что султан Мухаммед Тапар не отказался от него, несмотря на его неоднократные мятежи. Но эмир иногда заходил слишком далеко в старании поддерживать порядок. Так, Ибн аль-Асир сообщал, что Джавали жестоко обращался с людьми, отрезал им руки и носы и выкалывал глаза.
С приходом эмира в Сирию в регионе  утвердилась сила, способная противостоять крестоносцам, великие исламские города были захвачены мусульманами гораздо раньше.
В Фарсе Джавали обеспечил восстановление многих городов, таких как Феса, Истахбанат и Невбенкан, которые были разрушены набегами шебанкаре. Для повышения отдачи сельскохозяйственного производства он отремонтировал плотины в районах Рамсырд и Ашагы-Курбал у реки Кюр, построил множество оросительных каналов. Ибн аль-Белхи писал о нём: «Этот Чаули был известен своими многочисленными великими зданиями, и, кроме того, ему после долгих боев удалось восстановить порядок во всем Фарсе, обуздав власть шебанкара и покорив различные связанные с ним курдские племена».